# Фингеринг
Фи́нгеринг (англ. fingering — действие пальцами) — способ достижения полового возбуждения при воздействии пальцами на наружные половые органы, клитор, влагалище или на анус.
Фингеринг можно рассматривать как разновидность мастурбации, если таковая не включает стимуляцию иным объектом, кроме пальцев. Фингеринг является самым распространённым способом женской мастурбации.
Фингеринг является также одной из наиболее распространённых форм прелюдии или взаимной мастурбации.

## Вагинально-клиторальный фингеринг
Вагинально-клиторальный фингеринг может быть самостоятельным сексуальным контактом и закончиться оргазмом либо являться началом других сексуальных действий. Фингеринг может обеспечить сексуальное удовольствие женщине, когда вагинальный половой акт недоступен или нежелателен по какой-либо причине.

### Вне влагалища
Массаж вульвы, и, в частности, клитора является наиболее распространённым способом достижения женщиной оргазма. Головка клитора массируется, как правило, через кожу клиторального капюшона (или капюшончик сдвигается для того, чтобы обнажить клитор, и клитор массируется непосредственно) движением пальцев вверх и вниз, из стороны в сторону или круговыми движениями. Другие части гениталий также стимулируются пальцами.

### Внутри влагалища
Мастурбация влагалища часто проводится в целях стимулирования G-точки. G-точка находится примерно в 5 см вверх на передней стенке влагалища. Она описывается как едва заметный выступ и немного грубее по текстуре по сравнению с окружающими её стенками вагинальной полости. Воздействие в этом месте, в силу возможности стимулирования железы Скина, обычно упоминается как метод, который может привести к женской эякуляции.
Некоторые женщины указывают на способ «иди сюда» как самый лучший способ достижения оргазма. Эта методика включает в себя воздействие средним пальцем, иногда дополнительно указательным или безымянным пальцем, делая жест рукой, напоминающий жест «иди сюда» с ладонью, обращённой вверх напротив лобковой кости. Не существует такой техники для стимуляции G-точки, которая предпочиталась бы всеми женщинами.
В 2009 году, после публикации малайзийского учёного Чуа Чи Эннома, мануальная стимуляция предполагаемой эрогенной точки А, расположенной в глубине передней стенки влагалища, была популяризована во многих женских и мужских журналах. Из-за того, что точка расположена в глубине переднего свода, её стимуляция половым членом партнёра затруднена или невозможна. В результате некоторые методические пособия рекомендуют стимулировать точку А пальцами, сложенными в виде пистолета. Указательный и средний пальцы вводятся во влагалище, большой палец поднят вертикально для дополнительной стимуляции клитора, а безымянный и мизинец согнуты как будто бы при упоре на спусковой крючок. После введения двух пальцев партнёр совершает круговые движения рукой. Однако данный вид мануальной стимуляции влагалища приятен далеко не всем женщинам, так как случайный или целенаправленный контакт ногтей со стенками влагалища или с шейкой матки может быть болезненным. Кроме того, идея о существовании точки А, равно как и её местоположение, оспаривается многими учёными из-за недостаточной изученности и небольшого экспериментального охвата.

## Анальная мастурбация
Анальная мастурбация может применяться по отношению как к женщинам, так и к мужчинам. Обычно осуществляется для подготовки ануса пассивного партнёра к анальному сексу, поскольку ручная стимуляция способна расслабить задний проход.

## Безопасность
При проникновении пальцами во влагалище возможно повреждение слизистой оболочки ногтями или грубыми мозолями. При этом во время возбуждения женщина может не испытывать болевых ощущений.
Медики настаивают на мытье рук перед контактом с влагалищем, чтобы избежать распространения бактерий и не вызвать инфекции. В том числе и мытье рук после каждого контакта пальцами с анусом, чтобы избежать переноса бактерий из ануса во влагалище, так как микроорганизмы, присутствующие в норме в кишечнике, болезнетворны для влагалища. Практика считается безопасной, если при проникновении в анус на руки надеты латексные перчатки.